# Recursos humanos
En la administración y economía de la empresa, se denomina función de recursos humanos (RR. HH.) al órgano de gestión empresarial responsable de las decisiones y acciones que afectan a la relación entre la empresa y los trabajadores que prestan sus servicios en ella; decisiones y acciones éstas que son adoptadas para la consecución de los objetivos empresariales.
Dicha función existe desde el mismo momento en el que la actividad empresarial genera una relación laboral entre la empresa y una o más personas, independientemente de las características de la empresa. Aunque esta función está presente implícitamente entre las labores de dirección desde las primeras épocas de la actividad empresarial, el desarrollo de las técnicas y conocimientos científicos dentro de la FRRHH no se produce hasta finales del siglo XIX, aproximadamente. Este hecho ocurre como consecuencia de la evolución experimentada por la gestión de empresas a partir de la implantación de las fábricas como base del sistema productivo. Como señala Puchol, «la función crea el órgano» y, consecuentemente, al alimón del crecimiento y desarrollo empresarial, las empresas se han ido dotando de un órgano especializado que se encargue específicamente de los contenidos de esta función.
Generalmente la función de los recursos humanos está compuesta por áreas tales como reclutamiento y selección, contratación, capacitación, administración o gestión del personal durante la permanencia en la empresa. Dependiendo de la empresa o institución donde la función de Recursos Humanos opere, pueden existir otros grupos que desempeñen distintas responsabilidades que pueden tener que ver con aspectos tales como la administración de la nómina de los empleados o el manejo de las relaciones con sindicatos, entre otros.
La dirección de recursos humanos desarrolla su actividad general guiada por unos principios básicos que se pueden resumir en tres: la eficiencia económica (productividad del trabajo "mejor relación posible entre el rendimiento, utilización del factor" y economicidad del mismo "máximo rendimiento con mínimos costes", flexibilidad y adaptabilidad "tanto interna como externa") , la eficiencia social (satisfacer las necesidades del personal para lograr compromiso, identificación y motivación) y la integración o congruencia de sus actuaciones (fijar políticas y objetivos, y que entre ellos sean congruentes. Y lograr congruencia con la eficiencia económica y social).
El objetivo básico es alinear el órgano y  los profesionales de RR. HH. con la estrategia de la organización, lo que permitirá implantar la estrategia organizacional a través de las personas, quienes son consideradas como los únicos recursos vivos y eficaces capaces de llevar al éxito organizacional y enfrentar los desafíos que hoy en día se percibe en la competencia mundial. Es imprescindible resaltar que no se administran personas ni recursos humanos, sino que se administra con las personas, viéndolas como agentes activos y proactivos dotados de inteligencia, innovación, creatividad y otras habilidades. Para poder ejecutar la estrategia de la organización es fundamental la administración de los recursos humanos, para lo cual se deben considerar conceptos tales como la comunicación organizacional, el liderazgo, el trabajo en equipo, la negociación y la cultura organizacional.
Por lo tanto, la administración de recursos humanos se refiere también a las políticas y prácticas encaminadas a manejar las relaciones personales, así como las necesidades de estos, la selección de candidatos, la aplicación de programas de inducción, administración de sueldos, incentivos, prestaciones y la comunicación dentro de la empresa.

## Orígenes
El economista pionero John R. Commons utilizó el término "recursos humanos" en su libro "Distribución de la riqueza", publicado en 1893, pero el término no se popularizó. El término "recursos humanos" fue posteriormente usado durante los años 1910 y 1920 al igual que la idea de que los trabajadores podrían ser vistos como una especie de activo del capital.
A nivel estudiantil, el primer uso de la terminología "recursos humanos" en su forma moderna fue en un informe de 1958 realizado por el economista E. Wight Bakke. El término comenzó a ser más desarrollado en el siglo XX debido a malentendidos entre empleadores y empleados.

## Actividades de recursos humanos
Un gerente de recursos humanos tiene varias funciones en la empresa, entre las que se destacan:
- Determinar las necesidades del personal.
- Decidir si contratar empleados de forma temporal o permanente con base en las anteriores necesidades.
- Seleccionar y potenciar a los empleados más eficientes.

- Asegurar la buena marcha del grupo y las relaciones entre los empleados.
- Redactar los documentos y políticas de los empleados.
- Asegurar un alto rendimiento.
- Administrar las nóminas y pagas extra de los empleados.
- Asegurar la igualdad de oportunidades entre los empleados.
- Combatir la discriminación.
- Resolver posibles problemas referentes al trabajo.
- Asegurar que las prácticas de la empresa se rigen con base en varias regulaciones.
- Trabajar la motivación de los empleados.

Del mismo modo, los gerentes han de trabajar en sus propias capacidades interpersonales. 

## Planificación de personal
Podemos considerar la planificación de personal como el conjunto de medidas que, basadas en el estudio de antecedentes relacionados con el personal y en los programas y previsiones de la organización, tienden a determinar, desde el punto de vista individual y general, las necesidades humanas de una industria en un plazo determinado, cuantitativa y cualitativamente, así como su costo. Es el proceso mediante el cual se puede determinar las necesidades de personal en la organización, trata de anticipar cuál es la fuerza de trabajo requerida para la realización de la actividad futura de la empresa. La investigación interna de las necesidades debe ser continua y constante, considerando las descripciones y perfiles de puestos considerando todas las áreas y niveles de la organización.
En la actualidad, muchas organizaciones implementan sistemas digitales para optimizar la gestión del talento humano. Entre estos se encuentran plataformas de software como PeopleForce, que permiten automatizar procesos de reclutamiento, evaluación del desempeño y gestión de datos de empleados.
Finalidad
La planificación de personal tiene los siguientes fines:
1. Utilizar con eficacia los recursos.
2. Colaborar con la empresa en la obtención de beneficios.
3. Prever estrategias y tácticas para los casos de ampliación o reducción del negocio.

La planificación de personal desde un punto de vista general tratará de asegurar cuantitativamente y cualitativamente (personal obrero directo e indirecto, administrativo, cuadros medios y directivos), las necesidades de personal a fin de secundar los planes generales de la empresa.
Es conveniente que al elaborar las visiones, no se estudien solamente bajo un enfoque optimista de desarrollo, sino que también se analice la posibilidad de una recesión económica que obligue a tomar medidas restrictivas.
Las previsiones deben abarcar todas las posibilidades que pueden producirse. Su conveniente flexibilidad permitirá ir tomando las medidas necesarias en cada momento para cada circunstancia. Amplitud y flexibilidad son, pues, dos de sus características esenciales.
Desde el punto de vista individual, la planificación comprende el desarrollo profesional, humano y económico del personal, a través de la promoción basada en la oportuna formación, mediante el estudio de las aptitudes y el potencial de cada persona, que permitan su clasificación en orden a dicha posición.
La sistemática a utilizar para planificar el desarrollo del personal, individualmente considerado, a fin de insertarlo formado y promocionado en los planes generales de la empresa comprende el estudio de la estructura de la misma como punto de partida, el estudio y trazado del organigrama a medio y largo plazo, la valoración o estimación de las personas que forman la plantilla, es decir, lo que se llama un inventario del potencial humano, política de sustitutos o reemplazos, planificación salarial, planificación de la formación y selección y el estudio de los puestos de trabajo.

##### Modelo basado en la demanda estimada del producto o servicio
Las necesidades de personal son una variable dependiente de la demanda estimada del producto, la relación entre estas dos variables son influidas por las variaciones en la productividad, la tecnología, la disponibilidad interna y externa de recursos financieros y la disponibilidad de personas en la organización.
Este modelo emplea previsiones o extrapolaciones basadas en datos históricos y está dirigido al nivel operativo de la organización.
No considera posibles imprevistos, como estrategias de los competidores, situación del mercado de clientes, huelgas, falta de materia prima, etc.

##### Modelo basado en segmentos de puestos
Se elige un factor organizacional cuya variación afecte las necesidades del personal (ventas, producción, expansión, etc.).
Se establecen niveles históricos de cada factor.
Se determinan los niveles históricos de mano de obra en cada área funcional.
Se proyectan los niveles futuros de mano de obra de cada área funcional correlacionándolos con los factores estratégicos correspondientes.

##### Modelo de gráfica de reemplazo
Es una representación gráfica de quién sustituye a quién. Depende de dos variables: el desempeño actual y la posibilidad de promoción estimando el éxito futuro en las nuevas funciones.
Se considera formación escolar, experiencia profesional, puestos desempeñados, resultados alcanzados, aspiraciones y objetivos personales, etc.

##### Modelo basado en el flujo de personal
Describe el flujo de personas hacia el interior y exterior de la organización.
El seguimiento de entrada, promoción, transferencias y salidas permite predecir a corto plazo las necesidades de personal.

##### Modelo de planificación integrada
Considera los siguientes factores:
- Volumen planeado de producción.
- Cambios tecnológicos que modifiquen la productividad del personal.
- Condiciones de oferta y demanda en el mercado y el comportamiento de clientes.
- Planificación de carrera dentro de la organización incentivar y crear áreas donde el personal pueda realizar carreras laborales y profesionales.

## Reclutamiento
Como primer paso para el reclutamiento, debe surgir una vacante. El departamento de Recursos Humanos debe decidir si es necesario contratar a una persona por temporada, por contrato, a tiempo parcial o completo. Una vez tomada la decisión, se da a conocer la vacante del puesto para atraer a individuos con las características necesarias. Las organizaciones tratan de atraer individuos y obtener información acerca de ellos para poder decidir posteriormente si les interesa aceptarlos o no.
El reclutamiento es el conjunto de técnicas y procedimientos llevados a cabo para atraer candidatos potencialmente cualificados y capaces para ocupar puestos dentro de la organización.
La eficacia de este proceso se plasma en la cantidad de personas atraídas para abastecer de manera adecuada el proceso de selección según las necesidades presentes y futuras de la organización en el ámbito de los recursos humanos. Actualmente, se usan determinadas tecnologías para mejorar el proceso, como la inteligencia artificial.
La implementación de sistemas de inteligencia artificial (IA) en los procesos de selección de personal ha sido propuesta como un método para optimizar la gestión de las candidaturas. Estas herramientas podrían contribuir a la eficiencia temporal y a la reducción de sesgos cognitivos en los procesos de selección, aunque la evidencia empírica sobre su efectividad sigue siendo objeto de investigación y debate académico.
En el contexto de las entrevistas virtuales, se han desarrollado aplicaciones de IA para el análisis de video, con el objetivo de evaluar el lenguaje corporal y las expresiones faciales de los candidatos. Estas técnicas se fundamentan en investigaciones sobre micro expresiones y comunicación no verbal.
El reclutamiento requiere una cuidadosa planificación que consta de dos fases:
- Investigación del mercado laboral para descubrir qué puede ofrecer
- Definición de las técnicas de reclutamiento a utilizar

### Investigación del mercado
Para realizar el reclutamiento externo se segmenta el mercado de recursos humanos de acuerdo a las características del personal que se está buscando. Cada segmento del mercado tiene características propias, atiende a distintas demandas, tiene diferentes expectativas y aspiraciones, utiliza distintos medios de comunicación y se le puede abordar de manera diferente.
El problema básico del reclutamiento externo es diagnosticar e identificar las fuentes proveedoras de recursos humanos. Estas son denominadas “fuentes de reclutamiento”.
Identificar la fuente de reclutamiento adecuada permite a la empresa aumentar el rendimiento del proceso de reclutamiento, reducir la duración del proceso de selección y reducir costos al ser más eficientes.

### El proceso de reclutamiento
Como el reclutamiento se considera una función de equipo, sus medidas dependen de una decisión de línea, la cual se expresa a través de un documento conocido como requisición de personal.
El jefe del departamento donde se originó la vacante llena la descripción de puesto de trabajo, incluyendo en ella:
- Denominación del puesto
- Ubicación
- Causa que genera la vacante
- Características especiales que deberá reunir el candidato (perfil)
- Salario
- Prestaciones
- Jornada laboral
- Tipo de contrato, en caso de eventualidad indicación de fecha en que termina el contrato
- Firma de:
  - Jefe de departamento
  - Gerente de área
  - Área de finanzas
  - Dirección general, si el puesto lo requiere
  - Recursos humanos al recibir el documento

Cuando el departamento de Recursos Humanos recibe la requisición de personal deberá verificar:
- Si la vacante se debe a un puesto de nueva creación, antes de proceder al reclutamiento se deberá realizar el análisis de puesto correspondiente, la descripción de puesto y el perfil del puesto.
- Los datos asentados en la requisición de personal deberán coincidir con los datos de la descripción de puesto, si existe alguna diferencia se deberá aclarar con el jefe inmediato del puesto vacante ya que es posible que con la dinámica de la organización el puesto es cuestión tenga ajustes, de ser así, se procederá a modificar la descripción de puesto y solicitar las firmas de autorización correspondientes.
- Verificar en la “Plantilla de Personal Autorizado” que la vacante realmente exista, si la vacante se da por aumento de personal se tendrá que verificar que exista presupuesto para que la empresa pueda cumplir con las obligaciones Obrero – Patronales.